# Хороший медбрат
«Хороший медбрат» (англ. The Good Nurse) — американська кримінальна драма 2022 року режисера Тобіаса Ліндхольма за сценарієм Крісті Вілсон-Кернс, заснована на однойменній книзі Чарльза Гребера 2013 року. У фільмі зіграли Джессіка Честейн, Едді Редмейн, Ннамді Асомуга, Кім Діккенс і Ноа Еммеріх.
Світова прем’єра фільму відбулася на Міжнародному кінофестивалі в Торонто 11 вересня 2022 року, прем’єра в окремих кінотеатрах Сполучених Штатів запланована на 19 жовтня 2022 року, а 26 жовтня — випуск на Netflix.

## Синопсис
Сумнозвісна доглядальниця причетна до смерті сотень пацієнтів лікарні.

## У ролях
| Актор            | Роль          |
| ---------------- | ------------- |
| Джессіка Честейн | Емі Лоурен    |
| Едді Редмейн     | Чарльз Каллен |
| Ннамді Асомуга   | Денні Болдвін |
| Ноа Еммеріх      | Тім Браун     |
| Кім Діккенс      | Лінда Гарран  |

## Український Дубляж
- Студія: LeDoyen Studio[2]
- Режисер дубляжу: Оксана Гринько
- Перекладач: Анна Пащенко
- Спеціаліст зі зведення звуку: Віктор Алферов
- Менеджер проекту: Людмила Король

Ролі дублювали:
- Емі Локрен — Наталія Романько-Кисельова
- Чарлі Каллен — Олександр Погребняк
- Денні Болдвін — Роман Молодій
- Тім Браун — Михайло Кришталь
- Лінда Ґаррен — Людмила Ардельян
- Алекс — Єлизавета Мостренко
- Мая — Єсенія Селезньова
- Лорі Лукас — Катерина Качан
- Вівіан Ніл — Олена Узлюк
- Прокурор Елліс — Олександр Завальський
- Джекі — Ірина Дорошенко

Додатковий акторський склад: Петро Сова, Андрій Мостренко, Оксана Гринько, Юрій Висоцький, Едуард Кіхтенко, Вікторія Бакун, Аліна Проценко, Аліса Балан, Анна Павленко, Роман Солошенко, Володимир Гурін, Павло Голов

## Виробництво
Фільм був анонсований в листопаді 2016 року, Тобіас Ліндгольм став режисером, а Крісті Вілсон-Кернс написала сценарій. Спочатку розповсюдженням займалася Lionsgate. У серпні 2018 року Джессіка Честейн і Едді Редмейн почали переговори щодо зйомок у фільмі.
Про подальший розвиток фільму не було оголошено до лютого 2020 року. Честейн і Редмейн були підтверджені на головні ролі, а Lionsgate покинула участь у проєкті. Згодом Netflix розпочав переговори про купівлю прав на розповсюдження фільму за 25 мільйонів доларів.
У березні 2021 року до акторського складу долучився Ннамді Асомугу, а в квітні приєдналися Ноа Еммеріх і Кім Діккенс.
Зйомки почалися 12 квітня 2021 року в Стемфорді, штат Коннектикут.

## Зовнішні посилання
- Хороший медбрат на сайті IMDb (англ.)